# Malajube
Malajube ist eine frankophone Indie-Rock Band aus Montréal, Québec, Kanada.

## Geschichte
Malajube wurden bekannt durch ihr 2004 veröffentlichtes erstes Album Le Compte complet, welches gute Kritiken erhielt und die Band zu einer lokalen Größe der Québecer Musik-Szene machte. Als Produzenten für das Album konnte die Gruppe Martin Pelland, Mitglied der befreundeten Montrealer Band The Dears, gewinnen.
In den Monaten nach der Veröffentlichung ihres ersten Albums tourten Malajube quer durch Québec und nahmen an mehreren großen Festivals teil.
Im Februar 2006 veröffentlichte das Quintett ihr zweites Album Trompe-l'œil, das auch in English Canada und später im Nachbarland USA Beachtung fand.
Die Songs Montreal -40 °C und Ton Plat Favori wurden auch für Werbe-Spots verwendet.

## Diskografie
- 2004: Le Compte complet
- 2006: Trompe-l'œil
- 2009: Labyrinthes
- 2011: La Caverne

## Auszeichnungen
- 2006: 3 Félix Awards der ADISQ (Association québécoise de l’industrie du disque)
  - „Best alternative Album“ für Trompe-l’œil
  - „Best cover art“ für Trompe-l’œil
  - „Revelation of the year 2006“.
- 2012: Juno Award
  - „Francophone Album of the Year“ für La caverne